# Melanagromyza indica
Melanagromyza indica är en tvåvingeart som beskrevs av Tandon 1965. Melanagromyza indica ingår i släktet Melanagromyza och familjen minerarflugor. Inga underarter finns listade i Catalogue of Life.